# Лободюк Володимир Іванович
Володи́мир Іва́нович Лободю́к (17 липня 2000, с. Коршів, Івано-Франківська область — 16 грудня 2022, с. Яковлівка, Донецька область) — український військовослужбовець, старший лейтенант 128 ОГШБр Збройних сил України, учасник російсько-української війни. Герой України (2024, посмертно).

## Життєпис
Володимир Лободюк народився 17 липня 2000 року в селі Коршеві, нині Коршівської громади Коломийського району Івано-Франківської области України.
Навчався в Коршівській загальноосвітній школі та Коропецький обласний ліцей-інтернат з посиленою військово-фізичною підготовкою.
Після закінчення Національної академії сухопутних військ імені гетьмана Петра Сагайдачного почав службу в 128-й окремій гірсько-штурмовій бригаді.
Під час повномасштабного російського вторгнення служив командиром батареї 2-го гірсько-штурмового батальйону 128 ОГШБр. У Німеччині разом із кількома бійцями освоював американські 120-міліметрові міномети М120. Учасник боїв на Запоріжжі, Херсонщині та Донеччині. Загинув 16 грудня 2022 року біля с. Яковлівка на Донеччині.
Похований 22 грудня 2022 року в рідному селі.

## Нагороди
- звання Герой України з удостоєнням ордена «Золота Зірка» (24 лютого 2024, посмертно) — за особисту мужність і героїзм, виявлені у захисті державного суверенітету та територіальної цілісності України, самовіддане служіння Українському народові[1].